# 绍道
绍道，是匈牙利佩斯州所辖的一个村。总面积16.71平方公里，总人口4480，人口密度268.1人/平方公里（2011年1月1日）。